# Gioacchino da Siena
Gioacchino da Siena, al secolo Chiaramonte Pelacani (Siena, 1258 – Siena, 16 aprile 1305), è stato un religioso italiano.

## Biografia
Gioacchino nacque in una famiglia nobile senese Pelacani (più tardi aggregato dalla famiglia Piccolomini per motivi devozionali e di prestigio dinastico). Da giovane era particolarmente devoto alla Beata Vergine Maria: il suo più grande piacere era a pregare l'Ave Maria davanti ad un'immagine della Beata Vergine Addolorata. Era anche conosciuto fin dalla tenera età per manifestare estrema sensibilità alla condizione dei poveri; diede loro i suoi vestiti e faceva regolarmente l'elemosina.
Gioacchino si unì ai Servi di Maria come un fratello laico, all'età di quattordici anni, divenendo allievo spirituale di Filippo Benizi.
Gioacchino era un perfetto modello di virtù e di umiltà, ma fu sollecitato dai suoi fratelli a studiare per essere ordinato sacerdote: lui si sentiva indegno, reputando niente di più grande che essere un chierichetto.
Secondo la leggenda Gioacchino morì quando lui non riuscì a consolare un epilettico con le parole e così pregò Dio che egli potesse prendere la malattia su di sé. Morì di epilessia nel 1305.

## Culto
Gioacchino Piccolomini fu beatificato da Papa Paolo V il 21 marzo 1609. 
Le ossa del beato, riposte nel 1636 entro un'arca di legno, furono collocate al sommo del transetto della Chiesa dei Servi di Siena.
Egli è comunemente raffigurato come un Servita con un libro e un fiore, ed è venerato soprattutto ad Arezzo e Siena.